# Édouard Lalo
Édouard-Victoire-Antoine Lalo (Lille, 1823. január 27. – Párizs, 1892. április 22.) spanyol származású francia zeneszerző.

## Élete
Spanyol származású francia család gyermeke. A helyi konzervatóriumban kezdte zenei tanulmányait: hegedűt és gordonkát tanult. Szülei támogatták ugyan, annak azonban nem örültek volna, hogy fiuk zenei pályát válasszon, ezért 1839-ben, 16 évesen Párizsba utazott, hogy a Conservatoire hallgatója legyen. Órákat adott, ebből tartotta fenn magát és fizette saját zeneszerzés tanulmányait, amit Habenecknél vett. Néhány év múlva már egy vonósnégyes tagja volt, és továbbra is óraadásból élt. Együttese Beethovent, Haydnt és Mozartot játszott, amivel fel akarták élénkíteni a komolyzene iránti érdeklődést. Kamarazenei darabokat és dalokat írt (két korai szimfóniája megsemmisült), de a neve még jó darabig teljesen ismeretlen maradt. Ez elkeserítette, és az 1880-as években emiatt viszonylag kevés darabot szerzett. 1865-ben feleségül vette Julie Besnier de Maligny brit kontraalt énekesnőt, aki az opera irányába akarta fordítani érdeklődését. Fiesque című operáját (1866) elfogadta ugyan a párizsi és a brüsszeli opera, de nem adták elő (túl progresszívnak és „wagneriánusnak” tartották).
Csak lassan változott a helyzet, amin segített az, hogy a kortárs francia zeneszerzők műveinek a népszerűsítésére 1871-ben létrehozott Société Nationale de Musique első hangversenyének műsorára tűzte Lalo csellószonátáját. Kezdték meg- és elismerni, a Divertissement 1872-es bemutatója is ezt igazolta. Főleg zenekari darabokat írt, amikre felfigyelt a közönség és a kritika is. Először Symphonie Espagnole (Spanyol szimfónia) című hegedűversenye aratott sikert 1874-ben, majd a Gordonkaverseny (1877) és a Rhapsodie norvégienne (1879) következett. 1880-ban megkapta a Francia Becsületrendet. Lalo műveire – valószínűleg spanyol származása okán – jellemző a spanyolos íz, ritmus és dallamvezetés, ami akkoriban kezdett divatos lenni Párizsban. E sikerek ellenére ismét operatémákkal kezdett foglalkozni, és sokévi munka után készült el Le roi d'Ys (Ys királya) című operájával, amit 1888. május 7-én mutattak be az Opéra Comique-ban. Remek hangszerelés, drámai és – tagadhatatlanul – „wagneriánus”. A történet egy bretagne-i mondán alapul, szövegét Édouard Blau írta. A kritika remekműnek értékelte, és ma is gyakran játsszák. Élete vége felé bemutatta még – többek között – zongoraversenyét és Nerone című balettjét, amelyek az immáron szokásos sikert hozták szerzőjüknek.
Lalo 1892-ben, 69 éves korában hunyt el Párizsban. Fia, Pierre Lalo (1866. szeptember 6.–1943. június 9.) neves zenekritikus és zenei író lett.

## Műveiből

### Operák
- Fiesque (A genovai összeesküvés, librettó: Beauquier Schiller után), 1866.
- Le roi d'Ys (Ys királya, librettó: Blau), 1888.
- La jacquerie (Lalo csak az I. felvonással készült el, Arthur Coquard fejezte be).

### Zenekari művek
- Aubade pour dix instruments, 1872.
- Aubade pour orchestre, 1872.
- Divertissement pour orchestre, 1872.
- Concerto pour violon (F-dúr hegedűverseny), 1873.
- Symphonie espagnole (hegedűverseny), 1874.
- Cello concerto (d-moll csellóverseny), 1877.
- Rhapsodie norvégienne, 1879.
- Concerto russe, 1879.
- Symphonie (g-moll szimfónia), 1886.
- Concerto pour piano, 1889.
- Scherzo en re mineur pour orchestre (d-moll zenekari scherzo).
- Concerto russe.

### Kamarazene-művek
- Sonate pour violon, 1853.
- Sonate pour violoncelle (Csellószonáta), 1856.
- Trios avec piano (Zongoratriók).
- Quatuor a cordes.

### Vokális művek
- Cinq lieder, Lamartine, Laprade és Silvestre szövegeire, 1879.
- Six mélodies, Victor Hugo verseire, 1855.
- Trois mélodies, Musset szövegére.

### Balettek
- Namouna, (librettó: Nuitter és Petipa), 1882.
- Néron (Nero), (librettó: Millier Fiesque és mások története alapján), 1891.